# 알렌줄무늬박쥐
알렌줄무늬박쥐 또는 줄무늬나비박쥐(Glauconycteris alboguttata)는 애기박쥐과에 속하는 박쥐의 일종이다. 아프리카의 토착종으로 카메룬과 콩고민주공화국에서 발견된다. 저지대 습윤 숲에서 서식한다. 알렌줄무늬박쥐에 대해 알려진 것은 거의 없다.